# Музей-заповедник народного быта
Музей-заповедник народного быта — музей на территории Ивановского района Ивановской области, работает с мая 2006 года. Учреждён как автономная некоммерческая организация, и существует на средства, которые приносит ему уставная деятельность, и на пожертвования. Деятельность заповедника заключается в собирании, сохранении и возрождении народной культуры, то есть ремёсел и народного творчества, а также просветительской деятельности в этой области. Символом музея-заповедника стала башня, называемая Встречной. В 2009 году она была открыта как Памятник Русской башне.

## Собирание народной культуры
Собирание народной культуры ведется музеем-заповедником по двум направлениям: музейное и этнографическое.

### Коллекции
Музейная коллекция музея-заповедника включает несколько больших разделов:
- текстильный фонд, включающий в себя более тысячи единиц народной одежды, 80 полных женских нарядов из разных областей, изделия домашнего обихода и домотканые полотна;
- деревянная кладовая, в которой представлены вещи начиная от резных шкафов-горок, расписных сундуков, прялок, люлек до самых затейливых рукотворных вещей и приспособлений домашнего быта, которыми был богат наш народ;
- керамическая кладовая, хранящая изделия мастеров гончарного промысла разных областей, в том числе чернолощёная керамика, традиционные крынки и горшки.
- транспортная кладовая, в которой хранятся старинные детские санки, сани-розвальни, телеги, бричка, салазки и коляски разных времён и областей.
- кладовая металлических вещей, с большим числом старинных утюгов. Весы и безмены, самовары, чугунки, ножницы и множество других вещей.
- кладовая фарфоровых и стеклянных вещей. Здесь представлены повсюду бытовавшие различные бутыли, банки, бутылочки, стеклянные керосиновые лампы, и посуда, из известного по всей России, Кузнецовского фарфора.

Коллекция ткацких станов из разных местностей России позволила создать своего рода мануфактуру, работающую по старинным технологиям и восстанавливающую те виды тканей, которые бытовали в разных местностях России.

### Этнографическая работа
Заповедником, совместно с Обществом Русской народной культуры «Большая Медведица», учреждено несколько этнографических экспедиций. Постоянные этнографические сборы ведутся в Ивановской, Курской, Нижегородской, Свердловской и Новосибирской областях.
Однако это не исчерпывает всей полноты ведущихся сборов: они поступают в музей-заповедник из разных мест России. Поскольку в сборах могут принять участие все желающие, в том числе непрофессионалы, сборы осуществляют и передают в заповедник самые разные люди. Работники музея-заповедника обучают их правильному оформлению собранных материалов.
В сущности, простейшим сбором является аудио или видеозапись чьего-то рассказа, работы мастера или исполнения песни или пляски. Постоянные же экспедиции идут дальше. Они ведут изучение определённой местности по нескольку лет подряд. И видят своей задачей либо обучение у мастеров, либо полноценное участие в каких-то обрядах.
Суть такого вхождения в среду в том, чтобы перенять ремесло, обряд или обычай и сохранить его живущим среди современных русских людей. Собирательство завершается творческими отчётами собирателей, которые проходят в заповеднике как праздники времён года: Зимние святки, Проводы зимы, Зелёные святки, Проводы лета.

## Научная и издательская деятельность

### Конференции
Отчёты этнографических экспедиций проводятся в рамках ежегодной Научно-практической конференции «Морфология обряда», посвященной памяти В. Я. Проппа, которая проводится заповедником уже несколько лет. На эти конференции съезжаются этнографы-любители со всей России. Для того, чтобы обучить их профессии, заповедник приглашает ведущих отечественных специалистов из основных центров этнографической работы. Несколько раз в год проводятся семинары в рамках экспедиции.
Приглашенными гостями нашей Конференции становятся ведущие ученые и специалисты в различных направлениях народной культуры: Анна Федоровна Некрылова, кандидат искусствоведческих наук, зам. директора по науке Российского института истории искусств Российской Академии Наук (г. Санкт-Петербург); Клара Евгеньевна Корепова, доктор филологических наук, профессор Нижегородского государственного университета; Вадим Андреевич Смирнов, доктор филологических наук, профессор Ивановского государственного университета; Наталья Григорьевна Мизонова, профессор Ивановской текстильной академии; Анна Александровна Гайдамак, руководитель научного отдела Плёсского государственного Музей-Заповедника.
По итогам конференции публикуются сборники докладов.

### Издательская деятельность
Все материалы сборов, методические материалы семинаров и теоретические исследования издаются, как в виде дисков, так и печатных изданий. Для их выпуска создано Издательское товарищество «Роща академии».

## Сохранение и возрождение народных традиций

### Праздники
Все конференции и научно-практические семинары проводятся в виде больших сезонных праздников. На праздниках этнографы отчитываются в проделанной работе, рассказывая, показывая съёмки и отыгрывая вживую то, что изучили. Всё, что понравилось, можно тут же опробовать и изучить. Поскольку это не подготовленное сценическое фольклорное действие, а живое общение заинтересованных людей, на праздники в музей-заповедник собираются по нескольку сотен человек.

### Обучение ремёслам
Музейные праздники обычно завершаются учебными семинарами и классами. Кроме того, обучение постоянно ведётся в Доме ремёсел заповедника. Многие из слушателей, освоив ремёсла или искусства, начинают преподавать их в своих городах. С 2011 года музею-заповеднику выдана лицензия на право ведения образовательной деятельности в двух ремесленных мастерских: мазыкская игрушка и русская народная кукла.

### Дом ремёсел
Дом ремёсел — часть музея, состоящая из нескольких действующих мастерских, использующих в своей работе как старинные инструменты, так и старинные технологии.
Ведущие мастерские: ткачество, Русская народная кукла, вышивка, Мазыкская игрушка, роспись пасхального яйца, рубка дров, ковка, гончарная, шитьё народной одежды.
Дом Ремесел так же выпускает Методические пособия по ремеслам.

### Восстановление наряда Верхневолжья
Музей-заповедник народного быта занимается восстановлением наряда, бытовавшего на территории Ивановской области. Нынешняя Ивановская область объединяет части территорий бывших Владимирской, Костромской и Ярославской губерний.
Народной одежды, бытовавшей в этой местности в XVIII—XIX веках, сохранилось очень мало, особенно нарядов Владимирской и Ярославской губерний.
Традиционный ивановский наряд, вобравший в себя владимирские, костромские и ярославские мотивы, охватывал большую территорию и поэтому был достаточно разнообразным. К сожалению, почти не сохранилось не только самих нарядов, но и их описаний этнографами. Исторические корни этого явления заключаются, видимо, в том, что в XIX веке городская одежда вытеснила народную, традиционную. Вытеснение народной одежды городской во Владимирской губернии началось рано (по сравнению с другими губерниями), в основном в связи с развитием текстильной промышленности. Это, по всей видимости, послужило причиной быстрой утраты народных костюмов.
Одним из важных шагов в восстановлении наряда было восстановление ткани александрийки.
Александрийка — особый вид красной пестряди, хлопчатобумажной ткани, производившейся в России в XVIII—XIX веках почти исключительно на территории Шуйского уезда Владимирской губернии. К настоящему времени и сама ткань, и способ её производства были утеряны. Название ткани связано с первоначальным местом изготовления городом Александрией в Египте.
Совместно с Ивановской государственной текстильной академией и Ивановским государственным историко-краеведческим музеем имени Д. Г. Бурылина. Заповедник смог найти исторические корни «александрийки» и восстановить её производство.
Наряду с александрийкой широкое распространение получили и другие пестрядные ткани. Менялся цвет. Излюбленный русскими красный — цвет солнца и красоты — при поступлении других ниток мог переходить в синий. Производимая в больших количествах в селе Иванове и округе александрийка и другие пестряди оказали заметное влияние на оформление русского народного костюма разных губерний, в том числе и близкие нам владимирские, костромские и ярославские наряды.

## Работа с детьми
Заповедник проводит обучение детей, начиная с праздников, на которых они могут поиграть в русские игры и приобщиться к ремёслам. Кроме праздников в самом Музее-Заповеднике, проводятся и выездные праздники. В этом случае устанавливают переносную кузню, делается место для резчика топорной игрушки.
В Заповеднике работу с детьми ведут два подворья — для девочек и для мальчиков. Дети всех возрастов, от младенцев до допризывников, проходят обучение, соответствующее своему возрасту.

## Военно-патриотическая работа
В музее-заповеднике создано Отделение русских боевых искусств, где изучаются такие направления, как Рукопашь и Любки (см. Славянский стиль самозащиты).
Рукопашный бой был распространен по всей Руси, и Ивановские земли не были исключением. Теперешняя Ивановская область включает в себя Ярославские, Костромские и Владимирские земли. Все они славились своими бойцами, о чём свидетельствуют материалы Русского географического общества и архива князя Тенишева, часть которого, посвящённая Владимирским землям, была издана в 1993 году («Быт великорусских крестьян-землепашцев». Описание материалов этнографического бюро князя В. Н. Тенишева (на примере Владимирской губернии) — СПБ.: Европейский дом, 1993).
В ноябре 2010 года русское боевое искусство (двоеборье «Рукопашь») с направлениями бой на карабинах, рукопашная схватка признано национальным видом спорта, получившим развитие на территории Ивановской области.